# Pterygodium pentherianum
Pterygodium pentherianum är en orkidéart som beskrevs av Rudolf Schlechter. Pterygodium pentherianum ingår i släktet Pterygodium och familjen orkidéer. Inga underarter finns listade i Catalogue of Life.